# Samoa na Letnich Igrzyskach Olimpijskich 2012
Samoa na Letnich Igrzyskach Olimpijskich 2012, które odbyły się w Londynie, reprezentowało 8 zawodników.
Był to ósmy start reprezentacji Samoa na letnich igrzyskach olimpijskich.

## Reprezentanci

### Judo
Mężczyźni
| Zawodnik    | Konkurencja | 1/32             | 1/16                      | 1/8              | Ćwierćfinały     | Półfinały        | Repesaż 1        | Repesaż 2        | Repesaż 3        | Finał            | Finał   |
| Zawodnik    | Konkurencja | Przeciwnik Wynik | Przeciwnik Wynik          | Przeciwnik Wynik | Przeciwnik Wynik | Przeciwnik Wynik | Przeciwnik Wynik | Przeciwnik Wynik | Przeciwnik Wynik | Przeciwnik Wynik | Pozycja |
| ----------- | ----------- | ---------------- | ------------------------- | ---------------- | ---------------- | ---------------- | ---------------- | ---------------- | ---------------- | ---------------- | ------- |
| Aleni Smith | -73 kg      | BYE              | Jaromír Ježek P 0000–0100 | NQ               | NQ               | NQ               | NQ               | NQ               | NQ               | NQ               | NQ      |

### Kajakarstwo

#### Kajakarstwo klasyczne
Mężczyźni
| Zawodnik                 | Konkurencja | Eliminacje | Eliminacje | Półfinały | Półfinały | Finał | Finał   |
| Zawodnik                 | Konkurencja | Czas       | Pozycja    | Czas      | Pozycja   | Czas  | Pozycja |
| ------------------------ | ----------- | ---------- | ---------- | --------- | --------- | ----- | ------- |
| Rudolph Berking-Williams | C-1 200 m   | 51,483     | 6.         | 54,471    | 8.        | NQ    | NQ      |
| Rudolph Berking-Williams | C-1 1000 m  | 4:54,211   | 6.         | NQ        | NQ        | NQ    | NQ      |

### Lekkoatletyka
Mężczyźni
| Zawodnik         | Konkurencja    | Eliminacje | Eliminacje | Finał    | Finał   |
| Zawodnik         | Konkurencja    | Rezultat   | Pozycja    | Rezultat | Pozycja |
| ---------------- | -------------- | ---------- | ---------- | -------- | ------- |
| Emanuele Fuamatu | Pchnięcie kulą | 17,78      | 35.        | NQ       | NQ      |

### Łucznictwo
Kobiety
| Zawodniczka          | Konkurencja   | Runda rankingowa | Runda rankingowa | 1/32               | 1/16             | 1/8              | Ćwierćfinały     | Półfinały        | Finał            | Finał   |
| Zawodniczka          | Konkurencja   | Wynik            | Rozstawienie     | Przeciwnik Wynik   | Przeciwnik Wynik | Przeciwnik Wynik | Przeciwnik Wynik | Przeciwnik Wynik | Przeciwnik Wynik | Pozycja |
| -------------------- | ------------- | ---------------- | ---------------- | ------------------ | ---------------- | ---------------- | ---------------- | ---------------- | ---------------- | ------- |
| Maureen Tuimaliifano | Indywidualnie | 520              | 63               | Lee Sung-Jin P 0-6 | NQ               | NQ               | NQ               | NQ               | NQ               | NQ      |

### Podnoszenie ciężarów
Mężczyźni
| Zawodnik       | Konkurencja | Rwanie | Rwanie  | Podrzut | Podrzut | Razem | Pozycja |
| Zawodnik       | Konkurencja | Wynik  | Pozycja | Wynik   | Pozycja | Razem | Pozycja |
| -------------- | ----------- | ------ | ------- | ------- | ------- | ----- | ------- |
| Toafitu Perive | -77 kg      | 122    | 12.     | 167.    | 11.     | 289.  | 11.     |

Kobiety
| Zawodniczka | Konkurencja | Rwanie | Rwanie  | Podrzut | Podrzut | Razem | Pozycja |
| Zawodniczka | Konkurencja | Wynik  | Pozycja | Wynik   | Pozycja | Razem | Pozycja |
| ----------- | ----------- | ------ | ------- | ------- | ------- | ----- | ------- |
| Ele Opeloge | +75 kg      | 117    | 9.      | 150     | 6.      | 267   | 6.      |

### Taekwondo
Mężczyźni
| Zawodnik       | Konkurencja | 1/8                 | Ćwierćfinał      | Półfinał         | Repesaż 1                | Repesaż 2        | Finał            | Finał   |
| Zawodnik       | Konkurencja | Przeciwnik Wynik    | Przeciwnik Wynik | Przeciwnik Wynik | Przeciwnik Wynik         | Przeciwnik Wynik | Przeciwnik Wynik | Pozycja |
| -------------- | ----------- | ------------------- | ---------------- | ---------------- | ------------------------ | ---------------- | ---------------- | ------- |
| Toafitu Perive | +80 kg      | Anthony Obame P 2-9 | NQ               | NQ               | Robelis Despaigne P 2-14 | NQ               | NQ               | NQ      |

Kobiety
| Zawodniczka      | Konkurencja | 1/8                  | Ćwierćfinał      | Półfinał         | Repesaż 1             | Repesaż 2        | Finał            | Finał   |
| Zawodniczka      | Konkurencja | Przeciwnik Wynik     | Przeciwnik Wynik | Przeciwnik Wynik | Przeciwnik Wynik      | Przeciwnik Wynik | Przeciwnik Wynik | Pozycja |
| ---------------- | ----------- | -------------------- | ---------------- | ---------------- | --------------------- | ---------------- | ---------------- | ------- |
| Talitiga Crawley | +67 kg      | Milica Mandić P 2-16 | NQ               | NQ               | María Espinoza P 0-13 | NQ               | NQ               | NQ      |